# Arrondissement de Bala
L'arrondissement de Bala est l'un des arrondissements du Sénégal. Il est situé dans le département de Goudiry et la région de Tambacounda.
Il compte trois communautés rurales :
- Communauté rurale de Bala
- Communauté rurale de Koar
- Communauté rurale de Goumbayel

Son chef-lieu est Bala.